# ناوشکن کلاس اینامی
دیسترویر کلاس اینامی (به انگلیسی: Ayanami-class destroyer) یک کلاس از کشتی است که طول آن 109m می‌باشد.